# Louis de Serres
Pour les articles homonymes, voir Serres.
Louis de Serres (né Marie François Louis Arnal de Serres, Lyon, 8 novembre 1864 - Nérondes, 25 décembre 1942) est un organiste et compositeur français.

## Biographie
Marie François Louis Arnal de Serres est le fils de Marie Alexandre Séverin Arnal de Serres et de Ameline Françoise Eugénie de Landines de Saint-Esprit. Il épouse à Paris (8e) le 3 janvier 1891 Pauline Juliette Vuillet.
Il entre au Conservatoire de Paris en 1884, étudie l'orgue dans la classe de César Franck, dont il est pendant cinq ans l'élève particulier en composition. Il est l'un des collaborateurs les plus actifs de Charles Bordes et de Vincent d'Indy à la Schola Cantorum de Paris, où il développe des cours de musique de chambre et de déclamation lyrique. Lors de la création en 1935 de l'École César-Franck issue d'une séparation d'avec la Schola Cantorum, Louis de Serres a assuré le poste de directeur de cette nouvelle école de 1935 à 1942.

## Compositions
Sa musique instrumentale comprend des œuvres intitulées : Les caresses et Les Heures claires, pour voix et orchestre, et des œuvres chorales, religieuses et profanes Nuit d'été et Le Jour des Morts, motets, des mélodies Toi ; Sous-Urbe ; L'Éveil de Pâques et Le jardin clos.
Le style délicat et très expressif de ce compositeur était très apprécié par son maître César Franck.
- Adoro te devote, motet pour voix de basse ou baryton, avec accompagnement d'orgue ;
- Nuit d'été ! chœur pour 4 voix de femmes et soprano solo, avec accompagnement de piano, paroles de Paul Bourget (1890) ;
- À ma bien-aimée !, mélodie pour ténor ou soprano, poésie de Gabriel Collin (1892) ;
- Au Bord de la mer ! (Impression dramatique), pour piano et chant, paroles de Paul Bourget (1892) ;
- Cinq mélodies pour une voix avec accompagnement de piano (1892) ;
- Le Jour des morts, trio ou chœur pour 3 voix de femmes, avec soli et accompagnement de piano, poésie de Georges Vanor (1892);
- Barque d'Orient, mélodie avec piano, poésie de Ch. van Lerbeghe (1896) ;
- Sub Urbe ! poésie de P. Verlaine (1896) ;
- Ave verum corpus, motet à quatre voix (1897) ;
- Litanies de la Sainte-Vierge pour une voix de femme (ou ténor) avec accompagnement d'orgue (1897) ;
- Parce, Domine, populo tuo, invocation pour un temps de pénitence : chœur à 4 voix mixtes (ou 3 voix de femmes) avec accompagnement d'orgue ;
- Le ciel en nuit s'est déplié (extrait des Heures claires) poème de Em. Verarhem (1900) ;
- Les Caresses !, pièce symphonique pour orchestre (1903) ;
- Cantique à Marie..., paroles de Augustin Mahot... , chœur à 4 voix (1912) ;
- Doute, paroles de Camille Mauclair (1924) ;
- L'Éveil de Pâques, pour ténor ou soprano. Poème de Emile Verhaeren. chant et piano (1924) ;
- Invocations à la sainte Vierge d'après les litanies, pour voix de femme ou ténor. Chant et orgue ou piano (1924) ;
- Ronde, pour voix de femme. Paroles de Charles Van Lerberghe. Chant et piano (1924) ;
- Sonnet, paroles de Laurent Tailhade. Chant et piano (1924) ;
- Aux morts pour la patrie, choral dans le style populaire pour 4 voix mixtes (ou pour 3 voix d'hommes) avec accompagnement (peut aussi se chanter à Cappella). Paroles de Maurice Boucher. (1939) ;